# 9055 Едвардссон
9055 Едвардссон (9055 Edvardsson) — астероїд головного поясу, відкритий 29 лютого 1992 року.
Тіссеранів параметр щодо Юпітера — 3,253.